# Bellota livida
Bellota livida är en spindelart som beskrevs av Sarah Creecie Dyal 1935. Bellota livida ingår i släktet Bellota och familjen hoppspindlar. Inga underarter finns listade.